# Dionicio Cerón
Dionicio Cerón (ur. 9 października 1965 w gminie Santa Maria Rayón) – meksykański lekkoatleta specjalizujący się w biegach długodystansowych, przede wszystkim w maratonie, dwukrotny uczestnik letnich igrzysk olimpijskich (Barcelona 1992, Atlanta 1996).

## Sukcesy sportowe
- mistrz Japonii w biegu maratońskim – 1993[1]
- zwycięzca maratonów w Beppu/Ōita (1992)[2], Rotterdamie (1993)[3], Fukuoce (1993)[4], Londynie (trzykrotnie – 1994, 1995, 1996)[5] i Sapporo (2000)[6]
- zwycięzca półmaratonu w Filadelfii (1990)[7]

| Rok  | Miasto   | Zawody                                | Konkurencja      | Wynik         |
| ---- | -------- | ------------------------------------- | ---------------- | ------------- |
| 1990 | Meksyk   | Igrzyska Ameryki Środkowej i Karaibów | bieg na 10 000 m | złoty medal   |
| 1993 | Ponce    | Igrzyska Ameryki Środkowej i Karaibów | bieg na 10 000 m | złoty medal   |
| 1995 | Göteborg | Mistrzostwa świata                    | bieg maratoński  | srebrny medal |
| 1996 | Atlanta  | Igrzyska olimpijskie                  | bieg maratoński  | 15. miejsce   |

## Rekordy życiowe
- bieg na 10 000 metrów – 28:14,48 – Hengelo 25/06/1991
- bieg na 15 kilometrów – 44:28 – Tampa 14/02/1998
- półmaraton – 1:00:17 – Tokio 24/01/1993
- maraton – 2:08:30 – Londyn 02/04/1995